# Гордя, Игорь Владимирович
Игорь Владимирович Гордя (укр. Ігор Володимирович Гордя; 3 апреля 1988, Кременчуг, Полтавская область, Украинская ССР, СССР) — украинский футболист, полузащитник.

## Биография

### Клубная карьера
В детско-юношеской футбольной лиге Украины выступал за МФК «Кремень» Кременчуг и «Днепр» Днепропетровск. В профессиональном футболе выступал за клубы: «Днепр» Днепропетровск (сезон 2004/2005 — первый круг сезона 2007/08; первенство дублёров) и «Металлург» Донецк (второй круг сезона 2007/08 — сезон 2008/09; первенство дублёров).
30 августа 2009 года дебютировал в составе «Стали» из Алчевска против «Нефтяника» из Ахтырки в Первой лиге. 10 августа 2009 года забил свой первый гол в ворота «Севастополя». В 2011 году перешёл в «Гомель», но сыграл в нём только один матч, и по истечении контракта покинул клуб. В 2012 году перешёл в польский клуб «Варта» из Серадза.
В 2013 году перешёл в «Александрию». В команде взял 20 номер. 23 марта 2013 года дебютировал в составе «Александрии» выйдя на замену в матче против «Крымтеплицы». В сезоне 2012/13 он вместе с командой стал бронзовым призёром Первой лиги Украины, клуб уступил лишь алчевской «Стали» и «Севастополю». Гордя принял участие в 3 играх.
В том же году вернулся в «Сталь» из Алчевска. 14 июля 2013 года сыграл свой первый матч после возвращения, выйдя на замену в матче против армянского «Титана». В этом сезоне снова стал бронзовым призёром Первой лиги Украины, а в первом матче следующего сезона, 26 июля 2014 года вышел в основе и забил свой первый гол после возвращения в ворота «Звезды» из Кировограда.
В феврале 2015 года алчевская команда из-за финансовых проблем и сложной политической обстановки в регионе прекратила участие в первенстве первой лиги, а её игроки получили статус свободных агентов. В марте того же года Гордя подписал контракт с одним из лидеров второй лиги — «Черкасским Днепром». В конце августа 2015 перешёл в «Кремень».
В феврале 2016 года стал игроком «Николаева». За свой новый клуб дебютировал 26 марта 2016 года, выйдя на замену на 42 минуте, в матче против «Полтавы», но сыграв только 3 матча, перешёл в «Авангард» из Краматорска. По словам тренера корабелов Руслана Забранского, столь краткое пребывание Горди в николаевской команде было связано с тем, что «На зимних сборах он очень хорошо зарекомендовал себя - быстрые проходы по флангам, хорошее исполнение «стандартов» и т. д. Ну, а когда начался чемпионат, успокоился и был уже не таким».

### Карьера в сборной
Выступал за юношеские сборные Украины до 17 и до 19 лет. В составе студенческой сборной Украины дважды выиграл летнею универсиаду: 2007 и 2009.

## Достижения

### Командные
- Бронзовый призёр Первой лиги Украины (4): 2009/10, 2010/11, 2012/13, 2013/14
- Победитель универсиады среди студентов (2): 2007, 2009

### Личные
- Мастер спорта международного класса[13]

## Государственные награды
- Медаль «За труд и победу» (06.09.2007)[14]